# Lissotriton helveticus
El tritón palmeado (Lissotriton helveticus, antes Triturus helveticus) es una especie de anfibio caudado de unos 10 cm de longitud de la familia Salamandridae.
Se encuentra en Europa occidental y del norte, en lagunas, lagos, canales, bosques, pastizales y zonas agrícolas y, ocasionalmente en áreas costeras, entre el nivel de mar y unos 2000 m s. n. m. Pasa el periodo de apareamiento (febrero a mayo) en el agua, poniendo de cien a trescientos huevos que eclosionan en dos o tres semanas. Las larvas cohabitan habitualmente con otros anfibios como Triturus marmoratus y sufren una metamorfosis entre la sexta y novena semana de vida. En áreas más frías, las larvas a veces pasan el invierno en el agua sufriendo la metamorfosis al año siguiente. Son sexualmente maduros al segundo año, aunque también hay neotenia en esta especie. Los adultos hibernan en tierra, debajo de troncos o piedras de noviembre a marzo, o, excepcionalmente, dentro del agua. Se alimenta de diversos invertebrados. Vive unos doce años.

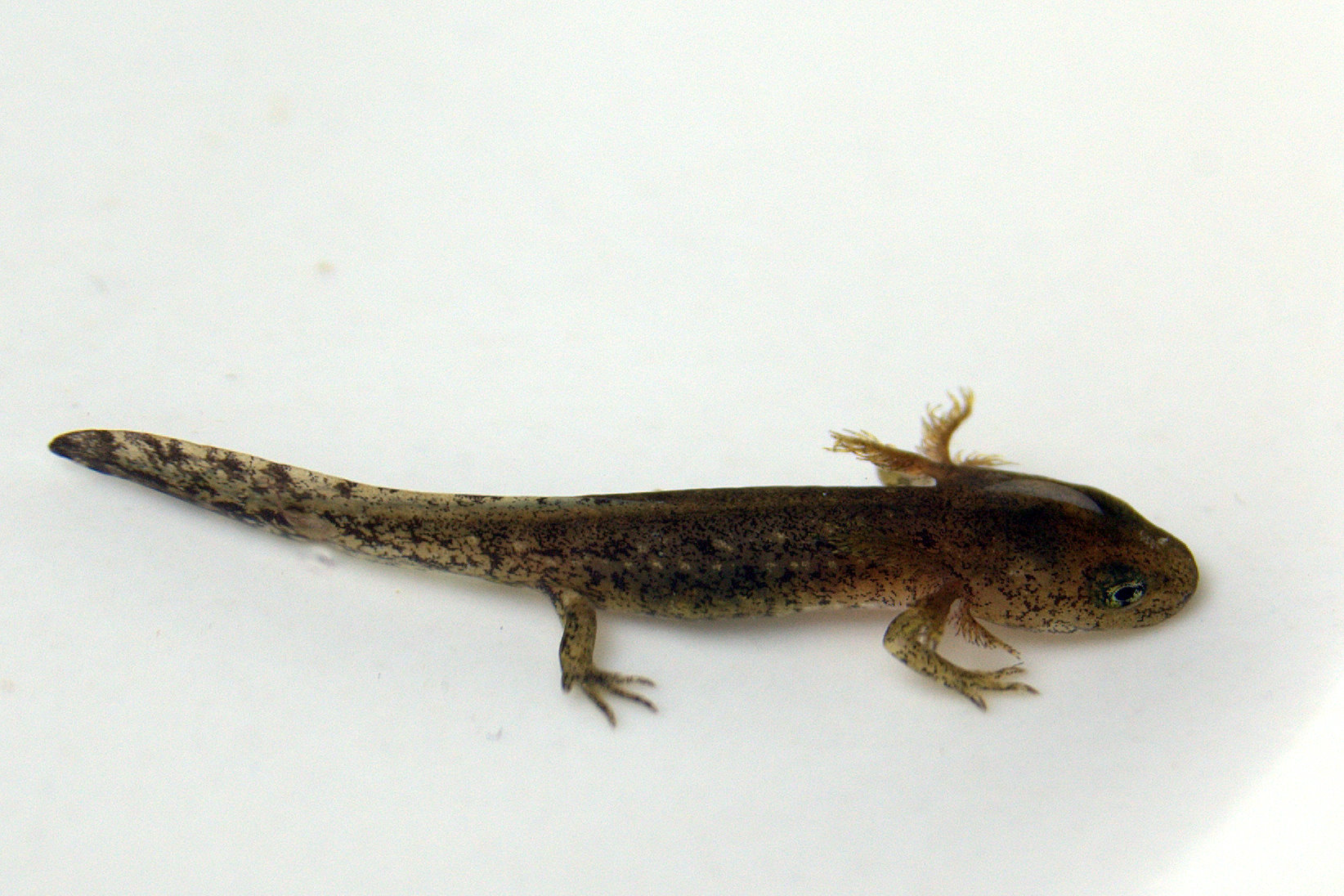
Larva del tritón palmeado mostrando las branquias externas a los lados de la cabeza.

Los machos adquieren membranas interdigitales en los miembros posteriores durante la época de reproducción, de ahí su nombre.
En España hay importantes poblaciones de la especie en el Parque natural de Urkiola, la Selva de Irati, las Lagunas de Neila y zonas próximas y en el Pozo Negro (única y amenazada población de la subespecie punctillatus).

## Distribución de las subespecies
- Lissotriton helveticus helveticus - del norte de Alemania al nordeste de España.
- Lissotriton helveticus punctillatus - entorno del Pozo Negro, Sierra de la Demanda, provincia de Burgos, España.
- Lissotriton helveticus alonsoi - Noroeste de la península ibérica; en Portugal, al norte del río Voga.